# Березовка (Рязанский район)
Березовка — деревня в Рязанском районе Рязанской области, в составе Екимовского сельского поселения.
Население — 9 чел. (2010).

## География
Село расположено к юго-западу от Рязани, на реке Берёзовка (преимущественно на левом берегу), при впадении в неё малого притока Бешенка. Высота центра населённого пункта составляет 140 метров.

## История
Церковь в Берёзовке построена в 1720 году; в 1734 году она сгорела, и помещиком Е. В. Реткиным сооружена деревянная церковь во имя Рождества Христова с приделами во имя святого Николая и апостола Матфея с деревянной колокольней.
Во второй половине XIX века упоминается село Берёзовка, расположенное при ручье Березовке.

## Население
| 1859 | 1906 | 1939  | 2010 |
| ---- | ---- | ----- | ---- |
| 330  | ↘108 | ↗2011 | ↘9   |